# 潘保春
潘保春（1973年1月—），安徽定远人，汉族，无党派人士。中华人民共和国政治人物、第十三届全国人民代表大会安徽地区代表。合肥荣事达电子电器集团有限公司董事长。

## 生平
2018年2月24日，当选为第十三届全国人大代表。